# Jean-Christophe Donzion
Jean-Christophe Donzion est un joueur de volley-ball français né le 1er septembre 1973 à Cannes. Il mesure 1,86 m et joue en tant que réceptionneur-attaquant. Il est devenu entraineur. Joueur de Beach Volley de haut niveau, il fut Champion de France.

## Clubs en tant que joueur
| Club                    | Championnat | Pays   | De        | À         |
| ----------------------- | ----------- | ------ | --------- | --------- |
| AS Cannes               | Ligue A     | France | 1988-1989 | 1999-2000 |
| ES Le Cannet-Rocheville | Nationale 2 | France | 2000-2001 | 2002-2003 |
| Grasse VB               | Nationale 3 | France | 2003-2004 | 2006-2007 |
| MO Mougins              | Nationale 2 | France | 2004-2005 | 2011-2012 |
| Mandelieu-la-Napoule VB | Nationale 3 | France | 2012-2013 | 2012-2013 |

## Clubs en tant qu'entraineur
| Club                    | Pays   | De        | À         |
| ----------------------- | ------ | --------- | --------- |
| MO Mougins              | France | 2004-2005 | 2011-2012 |
| Mandelieu-la-Napoule VB | France |           |           |

## Palmarès
- Coupe de France
  - Vainqueur : 1998
- Championnat de France de beach-volley masculin (1)
  - Vainqueur : 1993
- Championnat de France (1)
  - Vice-Champion : 1997
  - Vice-Champion : 1998